# Green Room
Green Room é um filme de terror estadunidense de 2015 dirigido e escrito por Jeremy Saulnier. Protagonizado por Anton Yelchin, Alia Shawkat e Joe Cole, teve sua primeira aparição no Festival de Cannes 2015 em 17 de maio.

## Elenco
- Anton Yelchin - Pat
- Alia Shawkat - Sam
- Joe Cole - Reece
- Callum Turner - Tiger
- Imogen Poots - Amber
- Patrick Stewart - Darcy Banker
- Macon Blair - Gabe
- Mark Webber - Daniel
- Kai Lennox - Clark
- Eric Edelstein - Big Justin
- Samuel Summer - Jonathan
- David W. Thompson - Tad
- Colton Ruscheinsky - Alan